# Florencio Harmodio Arosemena
Florencio Harmodio Arosemena (Panamá, Estados Unidos de Colombia, 17 de septiembre de 1872 - Nueva York, Estados Unidos, 30 de agosto de 1945) fue un ingeniero civil y político panameño. Fue Presidente de Panamá y ejerció su mandato constitucional desde el 1 de octubre de 1928 hasta el 3 de enero de 1931.

## Biografía

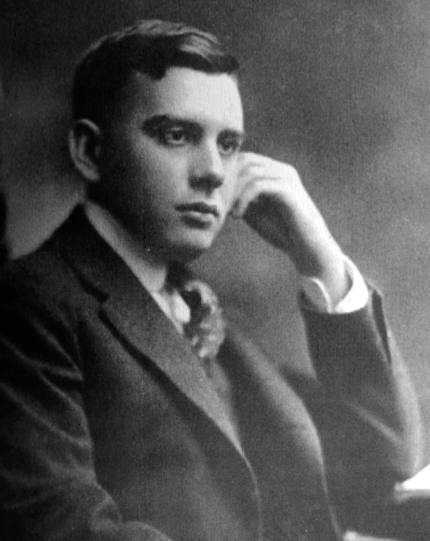
Florencio Arosemena en su juventud.

Estudió y laboro como ingeniero civil en Alemania. En Panamá construyó varias obras como el Palacio Nacional, el Instituto Nacional, el ferrocarril de Puerto Armuelles, entre otros. Era reconocido como políglota al dominar siete idiomas.
Asumió la presidencia en medio de una crisis política y económica y fue derrocado por el Golpe de Estado de 1931 de parte de Acción Comunal, encabezado por Arnulfo Arias Madrid y Harmodio Arias Madrid, a comienzos de 1931.
| Predecesor: Rodolfo Chiari | Presidente de Panamá 1928–1931 | Sucesor: Harmodio Arias |

- Datos: Q338900
- Multimedia: Florencio Harmodio Arosemena / Q338900